# Palatine (Nowy Jork)
Palatine – miasto w Stanach Zjednoczonych, w stanie Nowy Jork, w hrabstwie Montgomery.